# Thomas Johansson
Thomas Johansson (1975, március 24. –) svéd hivatásos teniszező. Karrierje csúcspontja a 2002-es Australian Open megnyerése volt, amikor a döntőben nagy meglepetést okozva legyőzte Marat Szafint. Ezzel együtt összesen 9 ATP tornán diadalmaskodott egyéniben és egy páros győzelme is van.

## Grand Slam döntői

### Győzelmei (1)
| Év   | Helyszín        | Ellenfél a döntőben | Eredmény a döntőben |
| 2002 | Australian Open | Marat Szafin        | 3-6, 6-4, 6-4, 7-6  |

## ATP döntői (14)

### Győzelmei (9)
| Összesítés                                            | Összesítés |
| ----------------------------------------------------- | ---------- |
| Grand Slam-torna                                      | (1)        |
| ATP World Tour Masters 1000 / ATP Masters Series      | (1)        |
| ATP World Tour 500 Series / International Series Gold | (0)        |
| ATP World Tour 250 Series / International Series      | (7)        |
| ATP World Tour Finals / Tennis Masters Cup            | (0)        |

| No. | Dátum              | Helyszín                               | Borítás         | Ellenfél a döntőben   | Eredmény a döntőben |
| 1.  | 1997, március 10.  | Koppenhága, Dánia                      | Szőnyeg         | Martin Damm           | 6-4 3-6 6-2         |
| 2.  | 1997, március 17.  | Szentpétervár, Oroszország             | Szőnyeg         | Renzo Furlan          | 6-3 6-4             |
| 3.  | 1999, augusztus 2. | Montréal, Kanada                       | Kemény          | Jevgenyij Kafelnyikov | 1-6 6-3 6-3         |
| 4.  | 2000, november 20. | Stockholm, Svédország                  | Kemény (fedett) | Jevgenyij Kafelnyikov | 6-2 6-4 6-4         |
| 5.  | 2001, június 11.   | Halle, Németország                     | Fű              | Fabrice Santoro       | 6-3 6-7 6-2         |
| 6.  | 2001, június 18.   | Nottingham, Egyesült Királyság         | Fű              | Harel Levy            | 7-5 6-3             |
| 7.  | 2002, január 14.   | Australian Open, Melbourne, Ausztrália | Kemény          | Marat Szafin          | 3-6 6-4 6-4 7-6     |
| 8.  | 2004, október 25.  | Stockholm, Svédország                  | Kemény (fedett) | Andre Agassi          | 3-6 6-3 7-6         |
| 9.  | 2005, október 24.  | Szentpétervár, Oroszország             | Szőnyeg         | Nicolas Kiefer        | 6-4 6-2             |

### Elvesztett döntői (5)
| No. | Dátum             | Helyszín                       | Borítás         | Ellenfél a döntőben  | Eredmény a döntőben |
| 1.  | 1998, március 2.  | Rotterdam, Hollandia           | Szőnyeg         | Jan Siemerink        | 6-7 2-6             |
| 2.  | 1998, november 9. | Stockholm, Svédország          | Kemény (fedett) | Todd Martin          | 3-6 4-6 4-6         |
| 3.  | 2004, június 14.  | Nottingham, Egyesült Királyság | Fű              | Pharadon Szricsaphan | 6-1 6-7 3-6         |
| 4.  | 2005, október 23. | Szentpétervár, Oroszország     | Szőnyeg         | Mario Ančić          | 5-7 6-7             |
| 5.  | 2007, október 8.  | Stockholm, Svédország          | Kemény (fedett) | Ivo Karlović         | 3-6 6-3 1-6         |

### Páros győzelmei (1)
| No. | Dátum            | Helyszín           | Borítás | Partner        | Ellenfelei a döntőben           | Eredmény a döntőben |
| 1.  | 2006, július 16. | Båstad, Svédország | Salak   | Jonas Björkman | Christopher Kas & Oliver Marach | 6-3 4-6 10-4        |